# Ben McLachlan
Pour les articles homonymes, voir McLachlan.
Ben McLachlan (マクラクラン 勉, Makurakuran Ben), né le 10 mai 1992 à Queenstown, est un joueur de tennis néo-zélandais, professionnel depuis 2014. Il acquiert la nationalité japonaise (celle de sa mère) le 26 juin 2017.
Il est surtout actif en double : alors qu'il n'a jamais joué en simple sur le circuit principal, il a remporté sept titres ATP en double et a été 18e mondial de la spécialité.

## Carrière
Après avoir écumé les tournois ITF de 2014 à 2016 en simple et en double avec 13 titres en double, il se reconvertit dans les épreuves de double fin 2016 et y remporte ses trois premiers tournois Challenger en 2017 à Todi, Gwangju et Kobe.
En septembre 2017, il est sélectionné dans l'équipe du Japon de Coupe Davis pour affronter le Brésil en barrages. Il perd son match de double, associé à Yasutaka Uchiyama, contre Marcelo Melo et Bruno Soares (62-7, 4-6, 2-6). Il crée la surprise début octobre en remportant, à sa première participation à un tournoi ATP, l'Open du Japon, associé à son compatriote Yasutaka Uchiyama. Les deux hommes, titrés 12 ans après Takao Suzuki et Satoshi Iwabuchi, éliminent en quarts les tenants de l'US Open Jean-Julien Rojer et Horia Tecău, puis en finale les têtes de série no 2 du tournoi, Jamie Murray et Bruno Soares.
Cette performance lui permet de prendre part au double de l'Open d'Australie 2018, où il s'aligne avec Jan-Lennard Struff. Les deux hommes parviennent en quart de finale, en se défaisant notamment de Feliciano López et Marc López, têtes de série no 9. Ils battent ensuite Łukasz Kubot et Marcelo Melo, numéros 1 mondiaux de la discipline, pour se qualifier pour la demi-finale. Ils s'inclinent finalement face à Oliver Marach et Mate Pavić (4-6, 7-5, 7-64).
En avril 2024, il annonce prendre sa retraite avec effet immédiat.

## Palmarès

### Titres en double messieurs
| No | Date       | Nom et lieu du tournoi                        | Catégorie | Dotation    | Surface    | Partenaire         | Finalistes                    | Score      |          |
| -- | ---------- | --------------------------------------------- | --------- | ----------- | ---------- | ------------------ | ----------------------------- | ---------- | -------- |
| 1  | 02-10-2017 | Rakuten Japan Open Tennis Championships Tokyo | ATP 500   | 1 563 795 $ | Dur (ext.) | Yasutaka Uchiyama  | Jamie Murray Bruno Soares     | 6-4, 7-61  | Parcours |
| 2  | 24-09-2018 | Shenzhen Open Shenzhen                        | ATP 250   | 733 655 $   | Dur (ext.) | Joe Salisbury      | Robert Lindstedt Rajeev Ram   | 7-65, 7-64 | Parcours |
| 3  | 01-10-2018 | Rakuten Japan Open Tennis Championships Tokyo | ATP 500   | 1 781 930 $ | Dur (int.) | Jan-Lennard Struff | Raven Klaasen Michael Venus   | 6-4, 7-5   | Parcours |
| 4  | 07-01-2019 | ASB Classic Auckland                          | ATP 250   | 527 880 $   | Dur (ext.) | Jan-Lennard Struff | Raven Klaasen Michael Venus   | 6-3, 6-4   | Parcours |
| 5  | 13-01-2020 | ASB Classic Auckland                          | ATP 250   | 546 355 $   | Dur (ext.) | Luke Bambridge     | Marcus Daniell Philipp Oswald | 7-63, 6-3  | Parcours |
| 6  | 19-10-2020 | bett1HULKS Championships Cologne              | ATP 250   | 271 345 €   | Dur (int.) | Raven Klaasen      | Kevin Krawietz Andreas Mies   | 6-2, 6-4   | Parcours |
| 7  | 02-08-2021 | Citi Open Washington                          | ATP 500   | 1 895 290 $ | Dur (ext.) | Raven Klaasen      | Neal Skupski Michael Venus    | 7-64, 6-4  | Parcours |

### Finales en double messieurs
| No | Date       | Nom et lieu du tournoi                     | Catégorie | Dotation    | Surface      | Vainqueurs                      | Partenaire         | Score            |          |
| -- | ---------- | ------------------------------------------ | --------- | ----------- | ------------ | ------------------------------- | ------------------ | ---------------- | -------- |
| 1  | 05-02-2018 | Open Sud de France Montpellier             | ATP 250   | 501 345 €   | Dur (int.)   | Ken Skupski Neal Skupski        | Hugo Nys           | 7-62, 6-4        | Parcours |
| 2  | 30-04-2018 | TEB BNP Paribas Istanbul Open Istanbul     | ATP 250   | 426 145 €   | Terre (ext.) | Dominic Inglot Robert Lindstedt | Nicholas Monroe    | 3-6, 6-3, [10-8] | Parcours |
| 3  | 18-02-2019 | Open 13 Provence Marseille                 | ATP 250   | 668 485 €   | Dur (int.)   | Jérémy Chardy Fabrice Martin    | Matwé Middelkoop   | 6-3, 64-7,[10-3] | Parcours |
| 4  | 25-02-2019 | Dubai Duty Free Tennis Championships Dubaï | ATP 500   | 2 736 845 $ | Dur (ext.)   | Rajeev Ram Joe Salisbury        | Jan-Lennard Struff | 7-64, 6-3        | Parcours |
| 5  | 17-02-2020 | Delray Beach Open Delray Beach             | ATP 250   | 602 935 $   | Dur (ext.)   | Mike Bryan Bob Bryan            | Luke Bambridge     | 3-6, 7-5, [10-5] | Parcours |
| 6  | 14-02-2022 | Open 13 Provence Marseille                 | ATP 250   | 545 200 €   | Dur (int.)   | Denys Molchanov Andrey Rublev   | Raven Klaasen      | 4-6, 7-5, [10-7] | Parcours |

## Parcours dans les tournois duGrand Chelem

### En double messieurs
| Année | Open d'Australie                                                                      | Open d'Australie                                                                            | Internationaux de France                                                                | Internationaux de France                                                                  | Wimbledon                                                                            | Wimbledon | US Open | US Open |
| ----- | ------------------------------------------------------------------------------------- | ------------------------------------------------------------------------------------------- | --------------------------------------------------------------------------------------- | ----------------------------------------------------------------------------------------- | ------------------------------------------------------------------------------------ | --------- | ------- | ------- |
| 2018  | 1/2 finale J.-L. Struff \|\| style="text-align:left;" \| O. Marach Mate Pavić         | 1er tour (1/32) J.-L. Struff \|\| style="text-align:left;" \| M. Arévalo J. Cerretani       | 1/4 de finale J.-L. Struff \|\| style="text-align:left;" \| F. Nielsen J. Salisbury     | 1er tour (1/32) J.-L. Struff \|\| style="text-align:left;" \| M. Berrettini Andreas Seppi |                                                                                      |           |         |         |
| 2019  | 1er tour (1/32) J.-L. Struff \|\| style="text-align:left;" \| Radu Albot Malek Jaziri | 1er tour (1/32) J.-L. Struff \|\| style="text-align:left;" \| Jérémy Chardy Fabrice Martin  | 1er tour (1/32) J.-L. Struff \|\| style="text-align:left;" \| Łukasz Kubot Marcelo Melo | 1/4 de finale L. Bambridge \|\| style="text-align:left;" \| J. S. Cabal Robert Farah      |                                                                                      |           |         |         |
| 2020  | 1er tour (1/32) L. Bambridge \|\| style="text-align:left;" \| Mate Pavić Bruno Soares | 1er tour (1/32) L. Bambridge \|\| style="text-align:left;" \| W. Koolhof Nikola Mektić      | Annulé                                                                                  | Annulé                                                                                    | 1er tour (1/16) L. Bambridge \|\| style="text-align:left;" \| C. Eubanks M. McDonald |           |         |         |
| 2021  | 1er tour (1/32) R. Bopanna \|\| style="text-align:left;" \| Nam Ji-sung Song Min-kyu  | 2e tour (1/16) R. Klaasen \|\| style="text-align:left;" \| M. Purcell L. Saville            | 1/4 de finale R. Klaasen \|\| style="text-align:left;" \| S. Bolelli M. González        | 2e tour (1/16) R. Klaasen \|\| style="text-align:left;" \| S. González Andrés Molteni     |                                                                                      |           |         |         |
| 2022  | 1/8 de finale R. Klaasen \|\| style="text-align:left;" \| M. Ebden Max Purcell        | 1er tour (1/32) A. Göransson \|\| style="text-align:left;" \| Nikola Mektić Mate Pavić      | 1er tour (1/32) A. Göransson \|\| style="text-align:left;" \| Matthew Ebden Max Purcell | 1er tour (1/32) F. Škugor \|\| style="text-align:left;" \| A. Göransson Y. Nishioka       |                                                                                      |           |         |         |
| 2023  | 2e tour (1/16) Y. Nishioka \|\| style="text-align:left;" \| M. Arévalo J.-J. Rojer    | 1er tour (1/32) A. Göransson \|\| style="text-align:left;" \| S. González É. Roger-Vasselin | 1er tour (1/32) A. Göransson \|\| style="text-align:left;" \| J. Fearnley J. Monday     | 2e tour (1/16) Y. Nishioka \|\| style="text-align:left;" \| Rajeev Ram Joe Salisbury      |                                                                                      |           |         |         |
| 2024  | 1er tour (1/32) Y. Nishioka \|\| style="text-align:left;" \| N. Čačić D. Molchanov    | —                                                                                           | —                                                                                       | —                                                                                         | —                                                                                    | —         | —       |         |

N.B. : le nom du partenaire se trouve sous le résultat ; le nom des ultimes adversaires se trouve à droite.

### En double mixte
| Année | Open d'Australie                                                                          | Open d'Australie                                                                        | Internationaux de France                                                               | Internationaux de France                                                           | Wimbledon                                                                                  | Wimbledon                                                                         | US Open | US Open |
| ----- | ----------------------------------------------------------------------------------------- | --------------------------------------------------------------------------------------- | -------------------------------------------------------------------------------------- | ---------------------------------------------------------------------------------- | ------------------------------------------------------------------------------------------ | --------------------------------------------------------------------------------- | ------- | ------- |
| 2018  | —                                                                                         | —                                                                                       | 1er tour (1/16) M. Ninomiya \|\| style="text-align:left;" \| Latisha Chan Ivan Dodig   | 1/8 de finale Eri Hozumi \|\| style="text-align:left;" \| Demi Schuurs J.-J. Rojer | 1er tour (1/16) M. Ninomiya \|\| style="text-align:left;" \| Alicja Rosolska Nikola Mektić |                                                                                   |         |         |
| 2019  | 1er tour (1/16) M. Ninomiya \|\| style="text-align:left;" \| Jessica Moore A. Whittington | 1er tour (1/32) Eri Hozumi \|\| style="text-align:left;" \| Martínez Sánchez N. Skupski | 1er tour (1/32) M. Kato \|\| style="text-align:left;" \| Hsieh Su-wei Hsieh Cheng-peng | —                                                                                  | —                                                                                          |                                                                                   |         |         |
|       |                                                                                           |                                                                                         |                                                                                        |                                                                                    |                                                                                            |                                                                                   |         |         |
| 2021  | 2e tour (1/8) E. Shibahara \|\| style="text-align:left;" \| B. Krejčíková Rajeev Ram      | —                                                                                       | —                                                                                      | —                                                                                  | —                                                                                          | 2e tour (1/8) E. Shibahara \|\| style="text-align:left;" \| J. Pegula A. Krajicek |         |         |

N.B. : le nom de la partenaire se trouve sous le résultat ; le nom des ultimes adversaires se trouve à droite.

## Classements ATP en fin de saison
| Année          | 2012 | 2013 | 2014 | 2015 | 2016 | 2017 | 2018 | 2019 | 2020 | 2021 | 2022 | 2023 |
| Rang en simple | 1233 | –    | 897  | 920  | 1331 | –    | –    | –    | –    | –    | –    | –    |
| Rang en double | 1500 | 1659 | 916  | 407  | 195  | 73   | 18   | 44   | 48   | 37   | 79   | 79   |

Source : (en) Classements de Ben McLachlan sur le site officiel de la Fédération internationale de tennis